# Дарен Стар
Дарен Стар (енгл. Darren Star; Потомак, 25. јул 1961) амерички је сценариста, редитељ и филмски и телевизијски продуцент. Аутор је телевизијских серија Беверли Хилс, 90210 (1990–2000), Мелроуз Плејс (1992–1999), Секс и град (1998–2004), Млађа (2015–2021) и Емили у Паризу (2020–данас).

## Приватни живот
Стар је отворено геј. Он је Јеврејин и има пребивалиште у Њујорку и Лос Анђелесу. Његово главно пребивалиште је у Бел-Еру.

## Филмографија

### Аутор
- Беверли Хилс, 90210 (1990–2000)
- Мелроуз Плејс (1992–1999)
- Сентрал парк вест (1995–1996)
- Секс и град (1998–2004)
- (2000–2001)
- (2003)
- Млађа (2015–2021)
- Емили у Паризу (2020–данас)

### Сценариста
- (1988)
- Смртоносна врелина (1988) (без заслуга; вероватно рани нацрт)
- (1991)

### Извршни продуцент
- Мелроуз Плејс (1992–1995)
- Беверли Хилс, 90210 (1992–1995)
- Сентрал парк вест (1995–1996)
- Секс и град (1998–2000)
- (2000)
- (2000–2001)
- (2003)
- Поверљиво из кухиње (2005)
- (2006)
- (2008)
- (2012)
- Млађа (2015–2021)
- Емили у Паризу (2020)